# Nick Nuyens
Nick Nuyens, né le 5 mai 1980 à Lierre, est un coureur cycliste belge, professionnel entre 2003 et 2014. Sa carrière débute en 2003 au sein de l'équipe Quick Step-Davitamon. Spécialiste des courses flandriennes, après avoir gagné plusieurs courses de ce type, il s'impose sur la principale d'entre elles, le Tour des Flandres, à trente ans en 2011. Il est après sa carrière manager général de l'équipe Verandas Willems-Crelan.

## Biographie

### Repères biographiques et carrière amateur
Nick Nuyens naît le 5 mai 1980 à Lierre. Après deux premières années de cyclisme en catégorie aspirant, il pratique le football à Bevel, puis au KFC Rita Berlaar. En 1996, il récupère le vélo de son père, contraint de cesser sa pratique cyclosportive, et revient au cyclisme.
Nick Nuyens est marié à Evy Van Damme, également cycliste jusqu'en 2007.

### 2003-2006: premières années chez Quick Step
Nick Nuyens commence sa carrière professionnelle en 2003 dans l'équipe belge Quick Step-Davitamon. Il se révèle en septembre 2004 en remportant la même semaine Paris-Bruxelles, le Grand Prix de Wallonie et le Grand Prix de l'industrie et du commerce de Prato. Il s'était également imposé cette année-là sur le Ster Elektrotoer. En fin de saison, il participe pour la première fois aux championnats du monde sur route avec l'équipe de Belgique.
En 2005, il remporte le Circuit Het Volk. Il connaît une deuxième sélection en équipe nationale pour le championnat du monde sur route, que remporte son coéquipier Tom Boonen.
En 2006, Nick Nuyens remporte Kuurne-Bruxelles-Kuurne, et participe à nouveau aux championnats du monde.

### 2007-2008: chez Cofidis
En 2007, Nick Nuyens quitte Quick Step-Innergetic et rejoint l'équipe française Cofidis.
Il participe pour la première fois au Tour de France. L'équipe Cofidis se retire de la course à l'issue de la 16e étape, après l'annonce du contrôle positif à la testostérone de son coureur Cristian Moreni.
En 2008, Nick Nuyens connait sa première saison professionnelle sans victoire. Il se classe deuxième du Circuit Het Volk derrière Philippe Gilbert, puis deuxième du Tour des Flandres. Il participe à son premier Tour d'Espagne, qu'il termine à la 78e place en s'étant classé deuxième et troisième d'étapes. À la fin du mois de septembre, il prend la neuvième place du championnat du monde sur route à Varèse.

### 2009-2010: Rabobank
En 2009, Nuyens est recruté par l'équipe néerlandaise Rabobank. Son passage chez Rabobank est moins réussi. il ne remporte que le GP de Wallonie et deux autres courses modestes.

### 2011-2012: Saxo Bank
Lors de la saison 2011, il évolue sous les couleurs de l'équipe Saxo Bank-Sungard. Le manager de l'équipe Bjarne Riis le recrute afin qu'il remplace Fabian Cancellara, parti vers la nouvelle équipe Leopard-Trek en compagnie des frères Andy et Fränk Schleck. Fin mars, Nick Nuyens gagne la course À travers les Flandres. Le 3 avril, il remporte le Tour des Flandres en battant au sprint Sylvain Chavanel et le grand favori Fabian Cancellara. Il empoche ainsi la plus grande victoire de sa carrière.
L'année suivante, Nuyens chute durant la première étape de Paris-Nice 2012 et se fracture la hanche droite. Absent pour les classiques flandriennes, il fait son retour à la compétition lors des Quatre Jours de Dunkerque et déclare alors avoir comme objectifs le Grand Prix de Plouay, les Championnats du monde et les Jeux olympiques. Non retenu dans la sélection belge pour les Jeux olympiques ou les Championnats du monde, Nuyens participe au Tour de France avant de se classer au mois d'août douzième de l'Eneco Tour. 78e du Grand Prix de Plouay à la fin de ce mois, Nuyens, qui se ressent toujours de sa fracture du mois de mars, décide de se faire opérer au milieu du mois de septembre, ce qui met un terme à sa saison. Il quitte par la même occasion l'équipe Saxo Bank-Tinkoff Bank et signe un contrat portant sur deux saisons avec l'équipe Garmin-Sharp.

### 2013-2014: Garmin-Sharp
Toujours gêné par des douleurs à la hanche, Nuyens connait un début de saison difficile. Après avoir abandonné au Tour d'Andalousie, à Tirreno-Adriatico et au Grand Prix E3-Harelbeke,, Nuyens renonce à participer aux autres classiques du printemps pour soigner sa hanche. En juin, il abandonne également au Ster ZLM Toer, par manque de condition. En juillet, enfin débarrassé de ses ennuis à la hanche, Nuyens récupère peu à peu sa condition: il participe au Tour de Wallonie, qu'il parvient à terminer.
En avril 2014, pour le troisième anniversaire de sa victoire dans le Tour des Flandres, et son troisième forfait, Nick Nuyens fait le bilan de trois années délicates, où il n'a jamais retrouvé le niveau de 2011. Son dernier podium date d'une semaine après le Ronde, lors de la Klasika Primavera. Il a couru 59 jours en 2012 et seulement 52 en 2013, ne se glissant que cinq fois, durant cette période, dans un Top 10, traînant toujours les séquelles de sa chute du Paris-Nice 2012. Il subit en juin une opération cardiaque après une alerte sur le Tour de Belgique qui l'avait amené à abandonner cette course. Fin 2014, en manque de résultats, il n'est pas conservé par l'équipe Garmin et met un terme à sa carrière.

### Après carrière
En 2016, Nick Nuyens est à l'origine de la Napoleon Games Cycling Cup, le nom officiel de la Coupe de Belgique de cyclisme sur route.
En 2017, il devient manager de Verandas Willems-Crelan, une équipe qu'il rachète avec Chris Compagnie. L'équipe est portée par les résultats de Wout van Aert qui devient notamment champion du monde de cyclo-cross en 2017 et 2018.
Le 17 septembre 2018, Van Aert annonce résilier son contrat avec l'équipe Vérandas Willems-Crelan. Il rejoint le 5 octobre la formation Cibel-Cebon Offroad pour courir la saison de cyclo-cross 2018-2019 et lui permettre de signer quelques mois plus tard avec l'équipe Jumbo-Visma. Faute de sponsors, Vérandas Willems-Crelan s'arrête à l'issue de cette saison et Nuyens demande une indemnité de 1,1 million d'euros à Wout van Aert pour rupture de contrat abusive, mais, le 26 novembre 2019, le tribunal du travail de Malines donne raison à Wout van Aert. Nuyens fait appel devant la cour du travail d'Anvers  qui, le 9 juin 2021, lui donne raison et condamne Van Aert à lui verser 662 000 euros d'indemnité.

## Vie privée
Nick Nuyens se marie en 2004 à la cycliste belge Evy Van Damme, avec qui il a trois fils. En 2013, le couple se sépare. Fin novembre 2014, Nuyens se remarie.

## Palmarès, résultats et classements

### Palmarès amateur
| - 1998 - 2e du Tour des Flandres juniors - 2001 - Tour du Brabant flamand : - Classement général - 2e étape - 3e du Tour des Flandres espoirs | - 2002 - Champion de Belgique sur route espoirs - Zuidkempense Pijl - Deux Jours du Gaverstreek : - Classement général - 1re et 3e étapes - Tour des Flandres espoirs |  |

### Palmarès professionnel
| - 2003 - Prix national de clôture - 2e du Grand Prix Briek Schotte - 2004 - Ster Elektrotoer : - Classement général - 3e étape - Paris-Bruxelles - Grand Prix de Wallonie - Grand Prix de l'industrie et du commerce de Prato - 3e du Tour de Grande-Bretagne - 2005 - Circuit Het Volk - Grand Prix de Wallonie - Tour de Grande-Bretagne : - Classement général - 1re et 5e (contre-la-montre) étapes - 2e du Ster Elektrotoer - 2e de la Course des raisins - 2006 - Kuurne-Bruxelles-Kuurne - 3e étape du Tour de Suisse - 2e du Grand Prix du canton d'Argovie - 2e du Grand Prix de Wallonie - 3e de la Flèche brabançonne - 4e de la Vattenfall Cyclassics | - 2007 - Étoile de Bessèges : - Classement général - 3e étape - 1re étape de l'Eneco Tour - 2e de la Flèche brabançonne - 7e du Tour des Flandres - 2008 - 2e du Het Volk - 2e du Tour des Flandres - 9e du championnat du monde sur route - 2009 - Circuit Mandel-Lys-Escaut - Grand Prix de Wallonie - 8e de l'Amstel Gold Race - 2010 - 5e étape du Tour d'Autriche - 2011 - À travers les Flandres - Tour des Flandres - 3e de la Klasika Primavera |  |

### Résultats sur les grands tours

#### Tour de France
2 participations
- 2007 : retrait de l'équipe Cofidis (16e étape)
- 2012 : 121e

#### Tour d'Italie
2 participations
- 2005 : abandon (13e étape).
- 2008 : abandon sur chute (4e étape).

#### Tour d'Espagne
4 participations
- 2008 : 78e
- 2010 : 127e
- 2011 : 161e
- 2013 : abandon (14e étape)

### Classements mondiaux
Jusqu'en 2004, le classement UCI concerne tous les coureurs ayant obtenu des points lors de courses du calendrier international de l'Union cycliste internationale (324 courses en 2004). En 2005, l'UCI ProTour et les circuits continentaux sont créés, ayant chacun leur classement. De 2005 à 2008, le classement de l'UCI ProTour classe les coureurs membres d'équipes ProTour en fonction des points qu'ils ont obtenus lors des courses du calendrier UCI ProTour, soit 28 courses en 2005, 27 en 2006, 26 en 2007. En 2008, le calendrier du ProTour est réduit à 15 courses en raison du conflit entre l'UCI et les organisateurs de plusieurs courses majeures. Les trois grands tours, Paris-Roubaix, la Flèche wallonne, Liège-Bastogne-Liège, le Tour de Lombardie, Tirreno-Adriatico et Paris-Nice ne sont donc pas pris en compte dans le classement ProTour 2008. En 2009 et 2010, un « classement mondial UCI » remplace le classement ProTour. Il prend en compte les points inscrits lors des courses ProTour et des courses qui n'en font plus partie, regroupées dans un « calendrier historique », soit au total 24 courses en 2009 et 26 en 2010. Ce nouveau classement prend en compte les coureurs des équipes continentales professionnelles. En 2011, l'UCI ProTour devient l'UCI World Tour et reprend dans son calendrier les courses qui l'avaient quitté en 2008. Il comprend 27 courses en 2011 et son classement ne concerne plus que les coureurs membres des 18 équipes ProTeam.
Nick Nuyens apparaît pour la première fois au classement UCI en 2002. Il obtient son meilleur classement en 2008 : 31e.
| Année                  | 2002   | 2003 | 2004 | 2005 | 2006 | 2007 | 2008 | 2009 | 2010 | 2011 | 2012 | 2013 | 2014 |
| ---------------------- | ------ | ---- | ---- | ---- | ---- | ---- | ---- | ---- | ---- | ---- | ---- | ---- | ---- |
| Classement UCI         | 1 188e | 252e | 47e  |      |      |      |      |      |      |      |      |      |      |
| Classement ProTour     |        |      |      | nc   | 91e  | 88e  | 31e  |      |      |      |      |      |      |
| Calendrier mondial UCI |        |      |      |      |      |      |      | 158e | nc   |      |      |      |      |
| UCI World Tour         |        |      |      |      |      |      |      |      |      | 44e  | 224e | nc   | nc   |